# 金井義信
金井義信（かないよしのぶ、1976年2月10日 - ）は日本の元アームレスリング選手。ジムトレーナー。兵庫県明石市出身。一般社団法人JAWA日本アームレスリング連盟常務理事

## 来歴
映画『オーバー・ザ・トップ』を観て感銘を受けアームレスリングに関心を持ち始め、18歳で出場した「第1回兵庫県アームレスリング選手権大会」で優勝する。
1996年11月、『第14回全日本アームレスリング選手権大会』の80kg未満級の決勝で、過去優勝経験のある西川亘を破り全日本初優勝を果たした。
1998年10月、カナダで行われた『WAF 世界アームレスリング選手権大会』の80kg級を左右で制し世界タイトルを初戴冠した。
翌1999年11月、東京で行われた世界選手権も右80kg級を制し2連覇を果たす。
アームレスリングの世界的強豪外国人と互角に渡り合い好勝負を繰り広げ、全日本選手権も連覇し重量級日本人最強と認知される。

2010年代は活動を海外に移し、世界最高峰のアームレスリング賞金トーナメント『ZlotyTurワールドカップ』などへ参戦し世界各国のプロ選手と熱戦を繰り広げた。
2009年7月11日、英国・マンチェスターで行われた『ARM WARS プロフェッショナルアームレスリングスーパーシリーズ』の世界ヘビー級タイトルマッチで、米国のマイケル・トッドに下馬評を覆して勝利しアジア人初のアームレスリング世界ヘビー級王座を獲得した。
2010年、ラスベガスで行われた『ARM WARS プロフェッショナルアームレスリング・スーパーシリーズ』のスーパーヘビー級右1回戦のドン・アンダーウッド戦で、上腕二頭筋腱を2本断裂する重傷を負う。骨折よりも酷い状態で手首も曲がらず130kgあった握力がの10kg程まで低下したが、懸命のリハビリと治療の末、試合復帰できるまで回復した。
2012年12月30日、フジテレビで放送した『ジャイアントキリング2! 世紀の番狂わせ』で、アスリートによるアームレスリングトーナメントを制したボブ・サップが最終関門として登場した金井に挑戦したが、金井はサップを一瞬で圧倒し出演者を驚かせた。
2018年3月3日に現役引退し、現在は一般社団法人JAWA日本アームレスリング連盟の常務理事および国際部委員長を務める。

## 人物・エピソード
当初、120kg近い体重で重量級にエントリーしていたが、自身の体格ではリーチが短く身長の高い重量級相手に先手を取られ不利な展開になる事が多く出場階級を中量級に変更する事を決断。約50kgの減量を経て1996年の『第14回全日本アームレスリング選手権大会』の80kg未満級で全日本初優勝を果たす。

2006年6月4日仙台市で行われた東日本アームレスリング選手権大会のスペシャルマッチで、アームレスリングの神様といわれるジョン・ブルザンクと対戦し完敗したが、2016年6月19日、JAFジャパンオープンアームレスリング選手権大会のスペシャルワンマッチで再びブルザンクと対戦し2-0で勝利を収めた。

同様に、2008年、ポーランドのワルシャワで行われた『ZLOTY TUR 2008』のライトハンド+95kg級トーナメンで、世界的強豪であるティム・ブレスナンと対戦し敗北。2015年11月、上腕の腱断裂以降初の海外試合となる『ZLOTY TUR ワールドカップ2015』で再びブレスナンと対戦。前回の対戦から更にキャリアを重ね世界トップ級の実力を持つブレスナンを相手に大接戦の末に雪辱を果たす。金井曰く、強くなるというのは「続けていれば勝てるかもしれんということ」である。とにかく鍛錬を重ね続ける事だと述べている。

## 獲得タイトル
- 世界アームレスリング選手権大会
  - -80kg級ライトハンド 優勝、同レフトハンド 優勝（1998年）
  - -80kg級ライトハンド 優勝（1999年）
  - 110kg級ライトハンド 2位（2005年）
  - 110kg級レフトハンド 3位（2005年）
- ZLOTY TUR ミネロフ・ワールドカップ2008
  - 右+95kg級 4位（2008年）[5]
- ZLOTY TUR ワールドカップ2015
  - 右+95kg級 5位（2015年）[6]
- ARM WARS プロフェッショナルアームレスリングスーパーシリーズ
  - ライトハンド世界ヘビー級タイトル（2009年7月11日）
  - レフトハンド世界ヘビー級タイトル（2009年7月12日）
- 韓国国際アームレスリング大会 シルヴィスクラシック2
  - 無差別級 優勝（2015年12月5日）
- 全日本アームレスリング選手権大会
  - 第14回大会 右80kg未満級 優勝(1996年）
  - 第15回大会 左80kg未満級 優勝(1997年）
  - 第16回大会 右80kg未満級 優勝・同級左 優勝(1998年）
  - 第18回大会 右90kg未満級 優勝・同級左 優勝(2000年）
  - 第19回大会 右100kg未満級 優勝・同級左 優勝(2001年）
  - 第20回大会 右100kg未満級 優勝・同級左 優勝(2002年）
  - 第22回大会 右100kg超級 優勝・同級左 優勝(2004年）
  - 第25回大会 右-100kg級 優勝・同級左 優勝(2007年）
  - 第27回大会 左+100kg級 優勝(2009年）

## メディア出演
- 裏番組をブッ飛ばせ!!'95大晦日スペシャル - 山本雅也と対戦し敗北（1995年12月31日 日本テレビ）
- 世紀のザ・大激突Ⅱ勝つのはどっちだ！！ - ゲーリー・グッドリッジの100人抜き企画の97人目の相手として対決し敗北（1997年 TBS）
- 地上最強パワー決戦!剛力王 「怪力No.1は誰スポーツ界・芸能界の怪力男が一挙集結!!」 （2002年4月17日 フジテレビ）
- ジャイアントキリング2! 世紀の番狂わせ - ボブ・サップと対戦し勝利（2012年12月30日 フジテレビ）
- ダーウィンが来た!「南の島のモンスター！ヤシガニ」 - ヤシガニと握力対決をし90.5kgを記録した（2017年2月12日 NHK）